# Eogynodiastylis laciniacristata
Eogynodiastylis laciniacristata is een zeekommasoort uit de familie van de Gynodiastylidae. De wetenschappelijke naam van de soort is voor het eerst geldig gepubliceerd in 2000 door Gerken & Gross.